# Fundamentism
Fundamentism (från det engelska ordet foundationalism) är en kunskapsteoretisk riktning gällande legitimering av kunskap; den hävdar att kunskap kan byggas på axiom som anses som självklara sanningar och därmed inte behöver legitimeras. Fundamentiska kunskapsteorier står i motsats till koherentiska sådana.
En trosuppfattning är enligt fundamentismen rättfärdigad om den är fundamental eller följer av andra trosuppfattningar. Vanliga kandidater för fundamentala trosuppfattningar är logiska utsagor eller sinnesförnimmelser. En känd fundamentist var den franske 1600-talsfilosofen René Descartes som tillämpade skeptiska argument för att betvivla allt han ansåg sig ha rationella argument till att betvivla, tills han landade i satsen "Jag tänker, alltså finns jag", som han ansåg sig inte kunna betvivla; detta blev hans utgångspunkt i utvecklingen av sitt filosofiska system.
Riktningen fundamentism kritiseras av skeptiker som menar att det inte finns något sådant som självklar sanning och att fundamentismen därför inte kan utgöra någon säker grund för kunskap.